# شلبي (فلم)
شلبي هو فيلم كوميدي مصري عرض عام 2023، بطولة كريم محمود عبد العزيز، وروبي، وبيومي فؤاد، وسيناريو وحوار مصطفى حمدي وقصة وإخراج بيتر ميمي.

## قصة الفيلم
تدور الأحداث حول (صابر)، الشاب الذي يعمل في بيت رعب بإحدى الملاهي، ويحقق (صابر) حلمه بتصميم دمية ماريونيت يطلق عليها اسم (شلبي)، وسرعان ما يخوض (صابر) أحداث مشوقة برفقة أصدقائه وجيرانه أثناء تحضير عرض للدمى وسعيهم لتحقيق الشهرة.

## طاقم التمثيل
- كريم محمود عبد العزيز
- روبي
- بيومي فؤاد
- حاتم صلاح
- سليمان عيد
- محمد محمود
- لافينيا نادر
- نانسي صلاح
- محمد رضوان
- عبد الباسط حمودة

## فريق العمل
- قصة وإخراج: بيتر ميمي
- سيناريو وحوار: مصطفى حمدي
- مدير التصوير: حسين عسر
- مونتاج: أحمد حمدي
- موسيقى تصويرية: خالد الكمار
- إنتاج: كونكر برودكشن
- توزيع داخلي: سينرجي للإنتاج الفني
- توزيع خارجي: أورينت فيلم

## الدعاية
في 7 ديسمبر 2022 نشر كريم محمود عبد العزيز على صفحته على موقع إنستغرام الإعلان التشويقي الرسمي للفيلم.

## وصلات خارجية
- شلبي على موقع IMDb (الإنجليزية)
- شلبي على موقع الدهليز
- شلبي على موقع قاعدة بيانات الأفلام العربية
- شلبي على موقع قاعدة بيانات الفيلم (الإنجليزية)
- شلبي على موقع ليتربوكسد (الإنجليزية)